# Rugby Calvisano 2018-2019

## TOP12 2018-19

### Stagione regolare
| Incontro                  | Andata | Ritorno |
| ------------------------- | ------ | ------- |
| Calvisano — Verona        | 37-3   | 33-20   |
| Calvisano — I Medicei     | 35-10  | 24-11   |
| San Donà — Calvisano      | 17-14  | 14-61   |
| Calvisano — Fiamme Oro    | 7-8    | 31-13   |
| S.S. Lazio — Calvisano    | 12-44  | 14-45   |
| Valsugana — Calvisano     | 0-45   | 21-35   |
| Petrarca — Calvisano      | 23-18  | 3-10    |
| Calvisano — Rovigo        | 20-27  | 35-24   |
| Mogliano — Calvisano      | 23-32  | 0-34    |
| Viadana — Calvisano       | 20-31  | 16-36   |
| Calvisano — Reggio Emilia | 23-18  | 16-21   |

#### Risultati della stagione regolare
| Posizione | G  | V  | N | P | PF  | PS  | DP   | B  | Pt |
| --------- | -- | -- | - | - | --- | --- | ---- | -- | -- |
| 1ª        | 22 | 18 | 0 | 4 | 650 | 307 | +343 | 18 | 90 |

### Fase finale
| Turno | Incontro                  | Andata | Ritorno |
| ----- | ------------------------- | ------ | ------- |
| SF    | Reggio Emilia — Calvisano | 17-25  | 3-41    |
| F     | Calvisano — Rovigo        | 33-10  | 33-10   |

## European Rugby Continental Shield 2018-19

### Prima fase
| Incontro                         | Andata | Ritorno |
| -------------------------------- | ------ | ------- |
| Lok’omot’ivi Tbilisi — Calvisano | 6-17   | 13-20   |
| Calvisano — Fiamme Oro           | 35-20  | 10-33   |

#### Risultati della prima fase
| Posizione | G | V | N | P | PF | PS | DP  | B | Pt |
| --------- | - | - | - | - | -- | -- | --- | - | -- |
| 1ª        | 4 | 3 | 0 | 1 | 98 | 56 | +52 | 3 | 15 |

### Fase finale
| Turno | Incontro               | Andata        | Ritorno       |
| ----- | ---------------------- | ------------- | ------------- |
| SF    | Calvisano — Rovigo     | 29-13         | 28-30         |
| F     | Calvisano — Enisej-STM | non disputata | non disputata |

## Verdetti
- Calvisano campione d'Italia 2018-19.
- Calvisano qualificato alla European Challenge Cup 2019-20.